# Hrabstwo Wayne (Missisipi)
Hrabstwo Wayne (ang. Wayne County) – hrabstwo w stanie Missisipi w Stanach Zjednoczonych. Obszar całkowity hrabstwa obejmuje powierzchnię 813,50 mil² (2106,96 km²). Według szacunków United States Census Bureau w roku 2009 miało 20 654 mieszkańców.
Hrabstwo powstało w 1809 roku.

## Miejscowości
- Waynesboro
- State Line[4]

## CDP

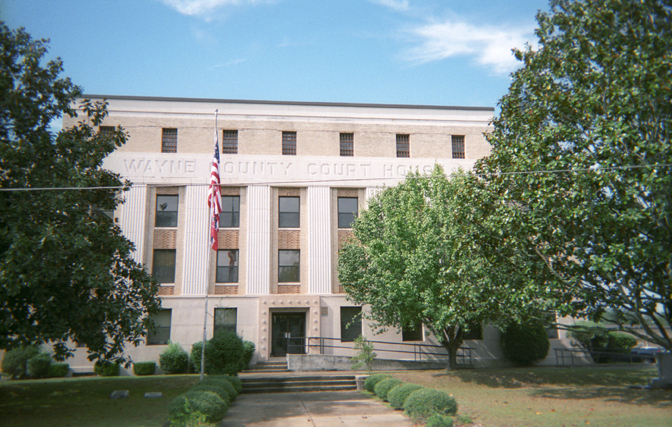
Budynek administracji hrabstwa (courthouse) w Waynesboro

- Buckatunna
- Clara[4]

| Populacja hrabstwa w poprzednich latach | Populacja hrabstwa w poprzednich latach |
| Rok                                     | Liczba ludności                         |
| --------------------------------------- | --------------------------------------- |
| 1980                                    | 19 150                                  |
| 1990                                    | 19 517                                  |
| 2000                                    | 21 216                                  |
| 2005                                    | 21 291                                  |